# Tefta Tashko-Koço
Tefta Tashko-Koço (n. 2 noiembrie 1910, Al Fayyum, Egipt – d. 22 decembrie 1947, Tirana, Albania) a fost o cântăreață albaneză din anii 1930. A fost decorată post-mortem cu prestigiosul titlu de Artist al Poporului din Albania.

## Biografie

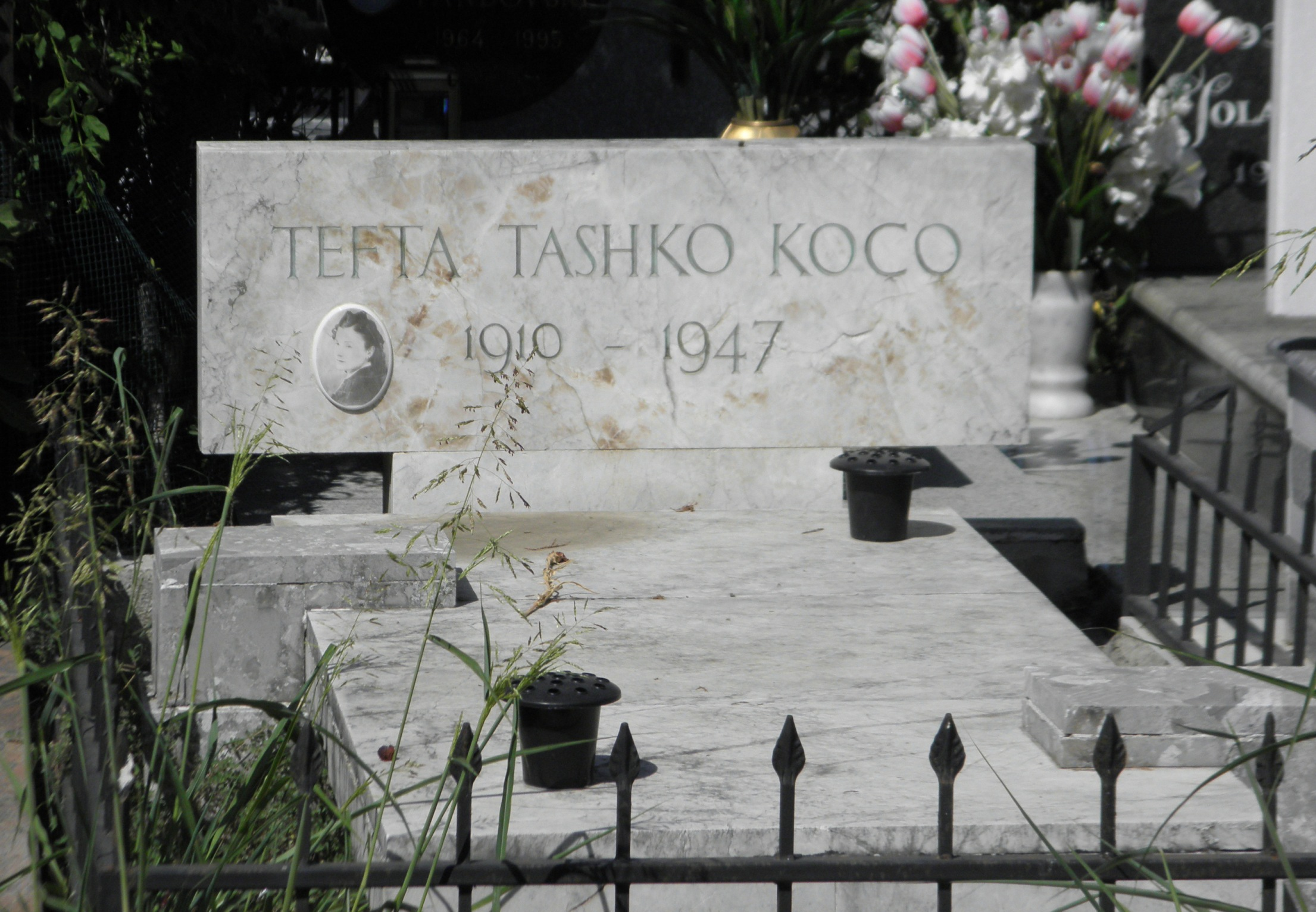
Mormântul cântăreței în Cimitirul din Tirana

Tefta Tashko s-a născut în Faiyum, Egipt, unde părinții ei au emigrat la sfârșitul secolului al XIX-lea. În anul 1921, familia s-a mutat înapoi la Corcea, Albania și în 1927 Tefta a plecat în Franța pentru a învăța să cânte la  Conservatorul din Montpellier. Din 1932 până în 1936, a studiat canto în cadrul Conservatorului din Paris cu profesorii André Gresse, declamație lirică cu Eustase Thomas-Salignac și artă mimică și maintien (susținere) cu G. Wague. Ea s-a reîntors definitiv în Albania în anul 1936, și a devenit interpretă de operă și muzică de cameră, precum și de melodii urbane albaneze. În Albania era rugată să biseze melodiile de mai multe ori în fiecare concert pe care l-a efectuat.
Pentru Columbia Society a înregistrat în Italia în 1937 și 1942 cântece lirice urbane albaneze. A fost cântăreață la Radio Tirana⁠(d) încă de la înființarea sa, la 28 noiembrie 1938.
Tefta Tashko a fost acompaniată de pianista Lola Gjoka⁠(d) și a cântat piese special scrise pentru ea de compozitorul albanez Kristo Kono⁠(d).

## Viața personală
S-a căsătorit cu Kristaq Koço și au avut un fiu, Eno Koço⁠(d), binecunoscut muzicolog și regizor muzical albanez, Artist Emerit din Albania⁠(d).
Tefta Tashko a murit în mod neașteptat în 1947, la vârsta de 37 de ani.

## Portret
Un tablou pictat în 1976 de Myrteza Fushekrati [100x120 cm] a fost dedicat acestei artiste și până în 1990 a fost expus la Galeria de Artă din Tirana.

## Legături externe
- TEFTA TASHKO—zare dil ke fiku pe YouTube
- Tefta Tashko-Koco----- Kroi i fshatit tone pe YouTube
- Tefta Tashko Koco dhe Kenga lirike qytetare shqiptare pe YouTube
- PERLAT e Tefta Tashkos-1 pe YouTube
- PERLAT e Tefta Tashkos -2 pe YouTube
- PERLAT e Tefta Tashkos -3 pe YouTube
- http://enokoco.com/tefta-tashko-koço-section/